# Тор (фильм)
«Тор» (англ. Thor) — американский супергеройский фильм 2011 года, основанный на комиксах об одноимённом персонаже издательства Marvel Comics. Картина стала 4-м проектом кинематографической вселенной Marvel; её созданием занималась компания Marvel Studios, а прокатом — Paramount Pictures. Режиссёром выступил Кеннет Брана, а сценаристами — Дж. Майкл Стражински, Марк Протосевич, Эшли Миллер, Зак Стенц и Дон Пэйн. Крис Хемсворт исполнил роль Тора. В фильме также сыграли Натали Портман, Том Хиддлстон, Стеллан Скарсгард, Колм Фиори, Рэй Стивенсон, Идрис Эльба, Кэт Деннингс, Рене Руссо и Энтони Хопкинс. По сюжету высокомерный бог Тор провоцирует возобновление затихшей войны между Асгардом и Йотунхеймом. Из-за этого Тор изгнан из Асгарда на Землю, лишён своих сил и молота Мьёльнира. Поскольку его брат Локи (Хиддлстон) замышляет занять асгардский трон, Тор должен доказать, что достоин.
Режиссёр Сэм Рэйми впервые задумался над концепцией фильма о Торе в 1991 году, но вскоре отказался от проекта, оставив его в «производственном аду» на несколько лет. За это время права на экранизацию приобретались различными киностудиями, но в 2006 году Marvel подписала контракт с Марком Протосевичем на разработку проекта и планировала осуществить прокат через Paramount. Мэттью Вон был назначен режиссёром фильма, а выход планировался в 2010 году. Однако в 2008 году Marvel освободила Вона от условий выполнения контракта и обратилась к Кеннету Бране, а премьера ленты была перенесена на 2011 год. Актёры на главные герои были выбраны в 2009 году, а основные съёмки проходили в Калифорнии и Нью-Мексико с января по май 2010 года. Фильм был подвергнут 3D-обработке во время пост-продакшна.
Мировая премьера фильма состоялась 17 апреля 2011 года в Сиднее. В России лента вышла в прокат 28 апреля, а в США — 6 мая в форматах 3D и IMAX. Картина имела финансовый успех, собрав более $449 млн по всему миру. Эксперты похвалили актёрскую игру, проработку персонажей, поднятые темы и визуальные эффекты, но раскритиковали сюжет. Позднее были выпущены три продолжения — «Тор 2: Царство тьмы» (2013), «Тор: Рагнарёк» (2017) и «Тор: Любовь и гром» (2022).

## Сюжет
В 965 году Один, царь Асгарда, ведёт войну против Ледяных великанов Йотунхейма и их лидера Лафея, чтобы помешать им завоевать Девять царств, начиная с Земли. Воины Асгарда побеждают Ледяных Великанов в Тёнсберге, Норвегия, и захватывают источник их силы, Ледяной ларец.
В настоящее время сын Одина Тор готовится взойти на трон Асгарда, но церемонию прерывают, так как Ледяные великаны пытаются получить ларец обратно. Вопреки приказу Одина Тор едет в Йотунхейм, чтобы противостоять Лафею. Тора сопровождают брат Локи, подруга детства Сиф и Воинственная Троица: Вольштагг, Фандрал и Огун. Начинается битва, но вмешивается Один, чтобы спасти асгардцев, нарушая хрупкое перемирие между двумя расами. Из-за высокомерия Тора Один лишает своего сына божественной силы и изгоняет его на Землю как смертного. Вслед за Тором Один отправляет на Землю  его молот Мьёльнир, который перед этим защищает чарами, гласящими, что только достойный может владеть молотом, и тот, кто им овладеет, обретет силу Тора.
Тор приземляется в Нью-Мексико, где его находят астрофизик доктор Джейн Фостер, её помощница Дарси Льюис и наставник доктор Эрик Селвиг. Местные жители находят Мьёльнир, который агент «Щ.И.Т.а» Фил Колсон распоряжается поместить в спецсооружение. Колсон и его агенты конфискуют все записи Джейн Фостер, которые могли бы навести на истинную природу появления Молота через червоточину, доставившую Тора на Землю. Тор, обнаружив местоположение Мьёльнира, пытается забрать его из сооружения, построенное «Щ.И.Т.ом», но оказывается не в состоянии поднять молот из-за чар, наложенных Одином. Тора берут в плен. С помощью Селвига он освобождается, а затем смиряется со своим изгнанием на Землю, так как вступает в связь с Фостер.
Локи обнаруживает, что он биологический сын Лафея, усыновлённый Одином после окончания войны. Между Одином и Локи вспыхивает ссора. После того, как Локи противостоит приемному отцу, утомлённый и раненный словами приемного сына, Один впадает в глубокий «Сон Одина», чтобы восстановить свою силу. Локи захватывает трон и даёт Лафею шанс убить Одина и забрать ларец. Сиф и Воинственная Троица, недовольные правлением Локи, пытаются вернуть Тора из изгнания, убеждая Хеймдалла, привратника Биврёста — средства передвижения между мирами — позволить им пройти на Землю. Раскрыв их план, Локи отправляет Разрушителя, по-видимому, непобедимого автоматона, следовать за ними и убить Тора. Воины находят Тора, но Разрушитель нападает и побеждает, побуждая Тора пожертвовать собой. Побеждённый Разрушителем и при смерти, Тор доказывает самопожертвованием, что достоин Мьёльнира. Молот возвращается к Тору, восстанавливая его силы, что позволяет победить Разрушителя. Фил Колсон, прибывший после победы над автоматоном, пытается задать Тору вопросы, но сын Одина говорит лишь о том, что они на одной стороне и он тоже будет защищать Землю, при условии, что Джейн вернут изъятые у нее данные и оборудование. Поцеловав Фостер на прощание и поклявшись вернуться, Тор отправляется со своими собратьями-асгардцами противостоять Локи.
В Асгарде Локи предаёт и убивает Лафея, раскрывая свой истинный план: героически спасти приёмного отца от подстроенного нападения, с помощью силы Моста разрушить весь Йотунхейм — всё это ради того, «чтобы хотя бы раз быть лучше Тора», чтобы Один гордился Локи и его победой над великанами. Прибывает Тор и сражается с Локи, понимая в ходе битвы, что единственный способ спасти Йотунхейм - разрушить Биврёст. Локи пытается остановить Тора, напоминая, что после разрушения моста путь на Землю к Джейн будет утерян, но Тор осознанно идёт на эту жертву и разрушает мост. Один пробуждается и не даёт братьям упасть в пропасть, появившуюся в результате разрушения моста. Локи успевает сказать, что у него бы всё получилось ради всеобщего блага, но, видя, что Один не одобряет его план, сам разжимает руку и падает. Тор скорбит по брату и скучает по Джейн, а также мирится с Одином, признавая, что он не готов быть царём. Тем временем на Земле Фостер и её команда ищут способ открыть портал в Асгард.
В сцене после титров Селвиг находится в здании «Щ.И.Т.а», где Ник Фьюри открывает портфель и просит его изучить таинственный объект в форме куба, который, по словам Фьюри, может обладать неописуемой силой. Невидимый для них Локи побуждает Селвига согласиться, что тот и делает.

## Актёрский состав
| Актёр             | Роль                       |
| ----------------- | -------------------------- |
| Крис Хемсворт     | Тор                        |
| Натали Портман    | астрофизик Джейн Фостер    |
| Том Хиддлстон     | Локи                       |
| Энтони Хопкинс    | Один                       |
| Стеллан Скарсгард | доктор Эрик Селвиг         |
| Кэт Деннингс      | Дарси Льюис                |
| Колм Фиори        | Лафей                      |
| Идрис Эльба       | Хеймдалл                   |
| Рене Руссо        | Фригга                     |
| Рэй Стивенсон     | Вольштагг                  |
| Таданобу Асано    | Огун                       |
| Джош Даллас       | Фандрал                    |
| Джейми Александер | Сиф                        |
| Кларк Грегг       | агент «Щ.И.Т.а» Фил Колсон |

| Актёр                 | Роль                                  |
| --------------------- | ------------------------------------- |
| Адриана Барраса       | Исабель Альварес                      |
| Максимилиано Эрнандес | агент Джаспер Ситуэлл                 |
| Джозеф Гатт           | Грундрот                              |
| Джошуа Кокс           | Хейлстрам                             |
| Бадди Состэнд         | агент Деланси                         |
| Джейми МакШейн        | агент Джексон                         |
| Дэйл Годболдо         | агент Гарретт                         |
| Патрик О’Брайан Демси | агент Кейл                            |
| Мэтт Батталья         | Пит                                   |
| Дакота Гойо           | юный Тор                              |
| Тед Олпресс           | юный Локи                             |
| Джереми Реннер        | Клинт Бартон / Соколиный глаз (камео) |
| Сэмюэл Л. Джексон     | директор «Щ.И.Т.а» Ник Фьюри (камео)  |
| Стэн Ли               | водитель сломавшегося пикапа (камео)  |

## Производство

### Замысел
Сэм Рэйми хотел стать постановщиком «Тора» сразу же после «Человека тьмы» в 1990 году. Встретившись со Стэном Ли, он предложил версию сценария для 20th Century Fox, но он был отклонён.. Проект был заморожен вплоть до апреля 1997 года, когда Marvel Studios начала быстро расширяться. Толчком к созданию фильма послужил успешный выход фильма «Люди Икс» в 2000 году. Изначально планировалось, что фильм будет адаптирован для телевидения; канал UPN вёл переговоры для выпуска фильма в эфир и предлагал на роль Тора канадского актёра Тайлера Мейна. В мае 2000 года Marvel Studios привлекла Artisan Entertainment для помощи в финансировании фильма, но к апрелю 2002 года «Тор» по-прежнему оставался в стадии разработки, а в июне 2004 года проект всё ещё не был продан студией. Однако права на фильм приобрела компания Sony Pictures Entertainment, и в декабре 2004 года начались переговоры о съёмках с Дэвидом Гойером. В 2005 году, хоть переговоры и состоялись, стало известно, что Гойер не будет принимать участие в создании фильма.
Марк Протосевич, поклонник комиксов о Торе, подписал контракт на создание сценария в апреле 2006 года, в то время как права на готовящийся фильм у Sony приобрела компания Paramount Pictures, и в том же году было объявлено, что производством фильма займётся Marvel Studios. В декабре 2007 года Протосевич описал свои задумки как «то, что будет похоже на историю происхождения супергероя, а не человека, получившего сверхъестественные способности». В августе 2007 года Marvel Studios подписала контракт с Мэттью Воном на режиссирование фильма. Вон переписал сценарий Протосевича, чтобы снизить бюджет фильма до $150 млн, в то время как первоначальная версия сценария подразумевала бюджет в $300 млн. Вон планировал начать съёмки в конце 2008 года, но после успеха фильма «Железный человек» Marvel Studios объявила, что планирует выпустить фильм о Торе 2 июня 2010 года, сразу после фильма «Железный человек 2», в котором было несколько намёков на Тора и который стал подводящим к нему.

### Подготовка к съёмкам
Вон покинул проект в мае 2008 года, когда истёк срок его контракта, после чего Marvel снова привлекла Протосевича к работе над проектом и начала поиск нового режиссёра. К сентябрю 2008 года одним из кандидатов был Ди-Джей Карузо, хотя он не был знаком со сценарием. Позднее, в том же месяце, стало известно, что ведутся переговоры с Кеннетом Брана, а в декабре 2008 года он официально подтвердил, что был нанят. Готовящийся фильм он охарактеризовал как «человеческую историю в центре большого эпического сценария». Брана заявил, что он намерен начать съёмки в январе 2010 года, после чего Marvel сдвинула дату релиза фильма на 17 июня 2011 года, почти на год позже планировавшейся. Позже дату перенесли на 20 мая 2011, чтобы фильм был в стороне от другого фильма Marvel Studios — «Первый мститель», рассказывающего о Капитане Америка. В феврале 2009 года Сэмюэль Л. Джексон, который уже появился в роли Ника Фьюри в фильмах «Железный человек» и «Железный человек 2», подписал уникальный контракт с Marvel Studios на съёмки в девяти фильмах в этой роли. Однако в апреле 2010 года Джексон сообщил, что Ник Фьюри в «Торе» не появится. На вопрос почему, он ответил: «Я не имею понятия. Я не ответственен за принятие такого рода решений. Когда мне сообщили, что я в деле, я подумал: „О! Я получил работу!“. Я позвонил своему агенту, и он сказал: „Нет, ты не в деле“». Позже, в феврале 2011 года, во время появления в телешоу «Поздняя ночь с Джимми Фэлоном», Джексон сообщил, что всё-таки появится в «Торе», в сцене, которая будет являться «соединительной ниточкой» к «Мстителям».
Когда производство «Человека-паука 4» зашло в тупик, Paramount и Marvel Entertainment решили перенести релиз «Тора» на две недели вперёд, назначив дату 6 мая 2011 года. Агентство Science & Entertainment Exchange в сотрудничестве с Marvel Entertainment, Кеннетом Брана, физиками Шоном Кэрролом, Кевином Хэндом и Джимом Хартом, а также студентом-физиком Кевином Хикерсоном работали над созданием реалистичного научного представления вселенной Тора. После нескольких консультаций было решено изменить профессию Джейн Фостер с врача на астрофизика, а также изменить некоторую терминологию, например, использовать мост Эйнштейна-Розена для описания радужного моста Биврёста.

#### Пробы
Пробы на роль Тора начались ещё в феврале 2009 года. Подыскивались актёры с подходящими физическими характеристиками, приближёнными к комикс-оригиналу. В мае 2009 года 25-летний актёр Крис Хемсворт вёл переговоры, чтобы сыграть главного героя, и был отвергнут на ранней стадии, но позже получил второй шанс и впоследствии получил роль. Тора могли сыграть Чарли Ханнэм, Александр Скарсгард, Лиам Хемсворт, Кевин МакКидд, Юэль Киннаман и чемпион WWE Пол Левек, а актёр Дэниел Крейг отклонил предложение сыграть главного героя. Вскоре после этого Marvel объявила, что актёр Том Хиддлстон, который уже работал с Кеннетом Брана в британском телесериале «Валландер» и театральной постановке пьесы «Иванов», исполнит в фильме роль Локи. В июне того же года директор студии и продюсер фильма Кевин Файги, подтвердил, что с Хемсвортом и Хиддлстоном уже подписан контракт. Файги также отметил, что события фильма будут происходить на Земле наших дней и в Асгарде, но человеческое воплощение Тора, доктор Дональд Блейк, в фильме не появится.
Вслед за Хемсвортом и Хиддлстоном в обойме фильма появились и другие актёры. В июле 2009 года Marvel объявила, что Натали Портман исполнит роль возлюбленной Тора — Джейн Фостер. На роль подруги главного героя претендовали Джемма Артертон и Джессика Бил. Бил, к тому же, прослушивалась и на роль Сиф. Джейми Александер и Колм Фиори присоединились к актёрскому составу в сентябре. Александер досталась роль Сиф, а Фиори получил роль злодея, имя которого пока ещё не раскрывалось. В интервью шведскому новостному сайту Ystads Allehanda Стеллан Скарсгард сообщил, что присоединился к актёрскому составу фильма, но свою роль не уточнил. В конце октября роль Одина была отдана Энтони Хопкинсу, а несколько недель спустя Marvel анонсировала актёров, получивших роль трёх воинов: Фандрала должен был играть Стюарт Таунсенд, Огуна — Таданобу Асано, а Вольштагга — Рэй Стивенсон. Через несколько дней к ним присоединился Идрис Эльба, который исполнил роль Хаймдалла.
В одном из интервью Натали Портман сообщила, что в фильме примет участие актриса Кэт Деннингс, которая сыграет Дарси Льюис, коллегу героини Натали Портман. В декабре Рене Руссо получила роль Фригги, родной матери Тора, приёмной матери Локи и жены Одина. Позднее, в том же месяце, стало известно, что к команде фильма присоединились актёры Джозеф Гатт, Трой Бренна и Джошуа Кокс, но подробности их персонажей не раскрывались. В январе 2010 года также присоединилась Адриана Барасса, а Стюард Таунсенд, который должен был сыграть Фандрала, был заменён актёром Джошуа Далласом по причине «творческих разногласий».

### Съёмки
В октябре 2008 года Marvel Studios подписала долгосрочный договор аренды с Raleigh Studios для съёмок четырёх фильмов: «Железный человек 2», «Тор», «Первый мститель» и «Мстители». Студия расположена на Манхэттен-Бич, в штате Калифорния. Издание Production Weekly сообщает, что съёмки «Тора» должны были начаться в Лос-Анджелесе в середине января, а позже переместиться в Санта-Фе, Нью-Мексико, с марта по апрель. Основные съёмки начались 11 января 2010 года. Через несколько дней после начала съёмок стало известно, что к команде присоединился Кларк Грегг в роли агента Колсона, который уже сыграл эту роль в фильмах «Железный человек» и «Железный человек 2».
Перед съёмками Крис Хемсворт набрал 20 фунтов мышц, по его словам, «путём безостановочного поглощения еды». Для подготовки к роли Локи Том Хиддлстон обучался боевому искусству капоэйра, а также, по просьбе Кеннета Браны, придерживался скудной диеты и не наращивал мышечную массу, чтобы Локи выглядел худым и гибким, контрастируя с крупным, накачанным Тором. Натали Портман, чтобы вжиться в роль, прочла биографии нескольких женщин-учёных, в том числе Розалинд Франклин. На грим Колма Фиори, который исполнил роль Лафея, уходило около пяти часов. Также, по сложившейся традиции, в съёмках принял участие Стэн Ли. Он исполнил в фильме камео водителя сломавшегося пикапа, который пытается вытащить Мьёльнир из воронки. В ещё одном заметном камео появился писатель-фантаст Джозеф Стражински — в роли проезжего водителя, первым нашедшего молот Тора.
В феврале Paramount Pictures начала переговоры с администрацией города Дел-Мар, Калифорния, по поводу аренды пляжа для съёмок сцены с шестью бегущими лошадьми, так как, по мнению Paramount, это место было наиболее подходящим для съёмок. 15 марта 2010 года съёмки фильма переехали в Галистео, штат Нью-Мексико, где на время съёмок был построен целый город. В апреле 2010 года перспективы съёмок «Тора» в Дел-Мар провалились. Paramount Pictures отправила письмо в администрацию города, сославшись на проблемы с перемещением оборудования так далеко от штаб-квартиры и на большие финансовые затраты, связанные с этим. Через полгода после официального окончания съёмок, в октябре 2010 года, несколько актёров были задействованы для пересъёмки некоторых сцен, а также подыскивались мужчины, женщины и дети с характерными нордическими чертами внешности для съёмки нескольких дополнительных сцен.

### Завершение производства
Крис Хемсворт подтвердил, что основные съёмки закончились 6 мая 2010 года и подготовка фильма перешла в стадию постпродакшна. Над визуальными эффектами к фильму работали компании BUF Compagnie и Digital Domain. По словам Кеннета Брана, BUF Compagnie работали над спецэффектами перемещений в космосе посредством радужного моста и вдохновлялись в работе фотографиями с телескопа Хаббл и другими изображениями и фотографиями дальнего космоса. Кроме этого, Брана сообщил, что при создании Ётунхейма Digital Domain пользовались классическими работами художника Уильяма Тёрнера.
В июле 2010 года стало известно, что фильм будет выпущен в 3D. В интервью Los Angeles Times Брана сказал: «Мы почувствовали, что в нашем случае 3D будет хорошим другом сюжету и персонажам». Хотя для основных съёмок использовался 2D, продюсер Кевин Файги заявил, что визуальные эффекты к фильму с самого начала были задуманы и выполнены в 3D-формате.
В марте 2011 года сцены с Адрианой Барассой были удалены из театральной версии фильма в процессе монтажа. Кеннет Брана направил ей письмо с извинениями и с объяснением причин, а также приглашением работать с ним и в дальнейшем. В ответ на это Барасса сказала: «Меня это расстроило, потому что это великолепный фильм, и я была задействована с некоторыми актёрами, которыми я очень восхищаюсь, но я понимаю природу фильмов и что такое случается не в первый и в не в последний раз». В окончательной версии Барассу можно увидеть только в одной сцене в кафе, когда Тор разбивает чашку, — она играет Иззи, владелицу заведения. В том же месяце Дуглас Тейт сообщил, что закончил работу над захватом движения великанов ётунов. После того, как Тейт прошёл пробы, он сказал: «Прежде, чем получить роль, я проходил пробы дважды. Мой рост 192,5 см, я худощавого атлетического телосложения, а они наняли парней, рост которых был 2 метра и даже выше, а вес 113 кг. Когда фильм редактировался, они намеревались сделать их ещё больше, выше и быстрее. На пробах они просматривали много людей, но в итоге Брана выбрал меня для осуществления захвата движения великанов».
В апреле 2011 года IMAX Corporation, Paramount Pictures и Marvel Entertainment объявили, что достигли соглашения относительно выпуска фильма на IMAX-экранах. Релиз укрепил партнёрские отношения между компаниями, которые начались ещё во время выхода фильма «Железный человек 2». Через месяц, в мае 2011 года, Стеллан Скарсгард в интервью журналу Empire на Каннском кинофестивале сообщил, что сцена после титров, в которой Эрик Селвиг встречается с Ником Фьюри, на самом деле была снята Джосом Уидоном, режиссёром «Мстителей».

## Музыка
Музыку к фильму, автором которой является композитор Патрик Дойл, исполнил Лондонский симфонический оркестр. О подробностях звукового сопровождения фильма компания Buena Vista Records объявила в марте 2011 года. Саундтрек был выпущен в некоторых странах Европы в конце апреля и 3 мая вышел в Соединённых Штатах.
В апреле 2011 года президент Marvel Studios Кевин Файги сообщил, что в фильме прозвучит композиция «Walk» группы Foo Fighters. По словам Файги, ещё два месяца назад они не планировали включать песню в фильм, но её текст очень подходит к основной теме картины — искупление и умение быть героем, а в начале говорится о разлуке и расстоянии, что тоже подходит, ведь Тор и Джейн из разных миров. Песня звучит во время сцены в баре, когда Эрик Селвиг и Тор пьют коктейль бойлермейкер.

## Маркетинг
Фильм получил прокатный рейтинг PG-13. Мировая премьера состоялась в воскресенье 17 апреля 2011 года в кинотеатре Event Cinemas в Сиднее, Австралия. Премьера фильма в США состоялась 2 мая в El Capitan Theatre в Голливуде, Лос-Анджелес, штат Калифорния. Мероприятие было организовано актёром Исайей Мустафой и транслировалось на официальном сайте Marvel в прямом эфире. В российском прокате фильм стартовал с 28 апреля.

### Рекламная кампания
В июле 2010 года Marvel Studios провела с актёрским составом фильма дискуссионную пресс-конференцию на San Diego Comic-Con International, в которой принимали участие режиссёр Кеннет Брана, актёры Крис Хемсворт, Том Хиддлстон, Натали Портман, Кэт Деннингс и Кларг Грегг. В рамках мероприятия они отвечали на вопросы по фильму, а также представили несколько кадров. Спустя несколько дней показанный футаж просочился в Интернет. В декабре 2010 года Marvel представила первый постер картины, а также первый трейлер в сети и во время показа фильма «Хроники Нарнии: Покоритель Зари». Первый рекламный ролик на телевидении появился во время матча Супербоул XLV по американскому футболу на телеканале Fox в Соединённых Штатах. Такой ход принёс компании около $3 млн прибыли за 30-секундный ролик. Marvel Studios и Acura запустили совместную вирусную маркетинговую кампанию на фестивале Chicago Comics and Entertainment Expo 2011. Другими официальными рекламными партнёрами стали Burger King, Dr Pepper, 7-Eleven и Visa. Первый слоган фильма — «Два мира. Один герой» — был представлен ещё на стадии постпродакшна, а в конце марта 2011 года появился новый — «Мужество бессмертно», обнародованный вместе с IMAX-постером. В начале апреля были выпущены постеры персонажей, каждый из которых имел собственный теглайн: Локи — «Бог озорства», Тор — «Бог грома», Один — «Царь Асгарда», Сиф — «Богиня войны», Хаймдалл — «Страж миров» и Джейн Фостер — «Женщина науки».
В сцене после титров фильма 2010 года «Железный человек 2» был показан агент Щ.И.Т Фил Колсон (Кларг Грегг), который, стоя перед огромной воронкой, по телефону сообщает о нахождении молота в пустыне. Рик Маршал в интервью MTV News полагал, что это Мьёльнир, принадлежащий Тору, отметив также, что «это продолжает большую традицию связывать один фильм с другим в рамках вселенной Marvel».
В 2008 году Marvel Animation анонсировала выход анимационного сериала из 26 эпизодов, который вышел в эфир в конце 2010 года, за полгода до выхода полнометражного фильма. Также компания выпустила анимационный фильм «Тор: Сказания Асгарда», выход которого почти совпал с полнометражным. Выпуск компьютерной игры под названием Thor: God of Thunder состоялся 3 мая 2011 года. Игра была разработана компанией Sega, и в её озвучивании приняли участие актёры Крис Хемсворт и Том Хиддлстон, озвучив персонажей, сыгранных ими в фильме.

## Реакция

### Кассовые сборы
| Рейтинги                | Рейтинги       |
| Издание                 | Оценка         |
| ----------------------- | -------------- |
| allmovie                | [ 93 ]         |
| Rolling Stone           | [ 94 ]         |
| eFilmCritic             | [ 95 ]         |
| Internet Movie Database | [ 96 ]         |
| Empire                  | [ 97 ]         |
| IGN                     | [ 98 ]         |
| The Guardian            | [ 99 ]         |
| New York Times          | [ 100 ]        |
| Filmcritic              | [ 101 ]        |
| Metacritic              | [ 102 ]        |
| Rotten Tomatoes         | [ 103 ]        |
| Yahoo! Movies           | B (макс. — А)  |
| Latino Review           | B- (макс. — А) |

«Тор» занял второе место в первый уик-энд проката в Австралии, после фильма «Форсаж 5», заработав $5,8 млн. На следующей неделе «Тор» вышел сразу на 56 зарубежных рынках, собрав за выходные $89,2 млн.. Фильм лидировал в первый уик-энд североамериканского проката, заработав $66 млн, включая $6,6 млн в 213 кинотеатрах IMAX. Box Office Mojo прогнозирует «Тору» прибыль в $ 290 млн на международном рынке и в $ 180 млн на рынке США. За 16 недель проката фильм собрал $ 181,030,624 в США и $ 268,295,994 на международной арене, из них $ 16,543,455 в России, а общая сумма кассовых сборов по всему миру составляет $ 449,326,618, что ставит его на 116 место в мировом рейтинге самых кассовых картин.

### Критика и отзывы
Фильм получил смешанные отзывы критиков. На сайте Rotten Tomatoes рейтинг ожидания фильма составлял 78 %, а после выхода картина получила 244 отзыва со средней оценкой 6.7/10. Сайт Metacritic, который присваивает баллы на основе среднего арифметического взвешенного и где каждый обзор рассматривается в процентном отношении, прежде чем высчитывать средний рейтинг, поставил фильму 58 баллов из 100 на основе 39 отзывов критиков.
Ричайр Кейперс их журнала Variety сказал: «Тор — это именно то, что нужно, до тех пор, пока семейные конфликты разворачиваются в астрономических масштабах, но менее зрелищен во время недолгого изгнания норвежского бога войны на Землю». По мнению Кейперса, Брана отлично справился со своей работой, несмотря на то, что его режиссёрские труды ассоциируются преимущественно с экранизациями Шекспира. Кроме того, он положительно оценил работу художников по костюмам и специалистов, занимавшихся интерпретацией Асгарда, а также игру Криса Хемсворта:

«Выбор Хемсворта на главную роль стал не совсем образцовым, но он исполнил свою роль не помпезно и с элегантной простотой. Брана успешно удалось сделать мифологического персонажа более человечным».— Ричард Кейперс
 Ричард Ропер из Chicago Sun-Times отметил, что «Тор — самый зрелищный дебют супергероя со времён оригинального Человека-паука».
Роджер Эберт отрицательно отозвался о картине, заявив, что «Тор неудачен в качестве фильма, но удачен с точки зрения маркетинга». Эберт назвал неудачной игру Тома Хиддлстона и отсутствие харизмы у его персонажа, а также отметил огрехи и нелогичность сюжета в некоторых моментах.

«Фильм получил 78 % на Rotten Tomatoes. За что? Стандарты фильмов о супергероях были заложены „Суперменом“, „Тёмным рыцарем“, даже „Железным человеком“. В сравнении с этой компанией „Тор“ выглядит жалким.»— Роджер Эберт
Энтони Скотт из The New York Times выказал смешанные чувства после просмотра фильма, отметив несколько заметных клише как в сценарии, так и в производственном плане — от архитектуры Асгарда до компьютерных монстров Ётунхейма. Кеннет Туран из Los Angeles Times оценил игру Криса Хемсворта, Энтони Хопкинса и Идриса Эльбы, но отрицательно отозвался о спецэффектах, а также о сюжетной линии на Земле; не впечатлили его герои Скарсгарда, Деннис и Портман. 

«„Тор“ — повторение неудачной попытки Marvel по привлечению аудитории задолго до выхода фильма. То же самое происходит с „Мстителями“ — фильм выйдет через год, а шумиха вокруг него уже чрезмерно раздута».— Кеннет Туран

### Издания
В июле 2011 года Marvel Studios и Paramount Pictures объявили о выпуске фильма на Blu-ray 3D, Blu-ray и DVD-носителях. Диски доступны начиная с 13 сентября 2011 года. Трёхдисковый вариант с дополнительными материалами к фильму вошёл в Blu-ray-комплект, который вышел как в 3D, так и в 2D варианте высокого разрешения. Позже будет издана цифровая копия на DVD стандартного разрешения, а также комбинированный Blu-ray/DVD вариант. Все издания вышли вместе с более чем 80-ю минутами бонусных материалов . Кеннет Брана также сообщил, что DVD-версию фильма войдут 20 минут удалённых сцен, в частности, сцены в Асгарде с Одином и Фриггой, несколько диалогов между Тором и Локи, и немного предыстории событий фильма. В первую неделю «Тор» занял первое место в списке продаж DVD/Blu-ray в США, а также возглавил чарт ''Home Media Magazine'' — еженедельного издания, освещающего события DVD-релизов и цифровой дистрибуции.
В комплекты также вошёл первый короткометражный ролик в рамках проекта Marvel One Shots — Marvel One-Shot: The Consultant (рус. Marvel уан-шот: Консультант). Главными героями станут агент Фил Колсон и служба Щ.И.Т.. Второй минифильм — Marvel One-Shot: A Funny Thing Happened on the Way to Thor’s Hammer… (рус. Marvel уан-шот: Забавная вещь, случившаяся на пути к молоту Тора...), который расскажет как агент Фил Колсон покидал лабораторию Тони Старка в конце фильма «Железный человек 2» и отправлялся в Нью-Мексико на место падения молота, будет доступен в конце октября вместе с DVD-релизом фильма «Первый мститель».

### Награды и номинации
| Награды и номинации | Награды и номинации                         | Награды и номинации                                    | Награды и номинации                                                      | Награды и номинации | Награды и номинации |
| Год                 | Награда                                     | Категория                                              | Номинант                                                                 | Результат           | Приме- чание        |
| ------------------- | ------------------------------------------- | ------------------------------------------------------ | ------------------------------------------------------------------------ | ------------------- | ------------------- |
| 2011                | Teen Choice Awards                          | Choice Movie: Прорыв года (актёр)                      | Крис Хемсворт                                                            | Номинация           | [ 123 ]             |
| 2011                | Scream Awards                               | The Ultimate Scream                                    | «Тор»                                                                    | Номинация           | [ 124 ]             |
| 2011                | Scream Awards                               | Лучший фильм-фэнтези                                   | «Тор»                                                                    | Номинация           | [ 124 ]             |
| 2011                | Scream Awards                               | Лучший супергерой                                      | Крис Хемсворт (Тор)                                                      | Номинация           | [ 124 ]             |
| 2011                | Scream Awards                               | Лучшая актриса второго плана                           | Джейми Александер                                                        | Номинация           | [ 124 ]             |
| 2011                | Scream Awards                               | Прорыв года — актриса                                  | Джейми Александер                                                        | Номинация           | [ 124 ]             |
| 2011                | Scream Awards                               | Прорыв года — актёр                                    | Крис Хемсворт                                                            | Номинация           | [ 124 ]             |
| 2011                | Scream Awards                               | Прорыв года — актёр                                    | Том Хиддлстон                                                            | Номинация           | [ 124 ]             |
| 2011                | Scream Awards                               | Best F/X                                               | «Тор»                                                                    | Номинация           | [ 124 ]             |
| 2011                | Scream Awards                               | Лучшая комикс-экранизация                              | «Тор»                                                                    | Номинация           | [ 124 ]             |
| 2012                | Выбор народа                                | Лучший киногерой                                       | Крис Хемсворт (Тор)                                                      | Номинация           | [ 125 ]             |
| 2012                | Выбор народа                                | Лучший приключенческий фильм                           | «Тор»                                                                    | Номинация           | [ 125 ]             |
| 2012                | Американское сообщество визуальных эффектов | Лучшее создание местности в приключенческом фильме     | «Чертог Хаймдалла»: Пьер Баффин, Одри Феррара, Йоэль Горо, Доминик Видал | Номинация           | [ 126 ]             |
| 2012                | Американское сообщество визуальных эффектов | Лучшая виртуальная киносъёмка в приключенческом фильме | Ксавьер Аллард, Пьер Баффин, Николас Шевальер                            | Номинация           | [ 126 ]             |
| 2012                | SFX Award                                   | Лучший фильм                                           | «Тор»                                                                    | Номинация           | [ 127 ]             |
| 2012                | SFX Award                                   | Лучший режиссёр                                        | Кеннет Брана                                                             | Номинация           | [ 127 ]             |
| 2012                | Empire Awards                               | Лучший новичок (актёр)                                 | Том Хиддлстон                                                            | Победа              | [ 128 ]             |
| 2012                | Empire Awards                               | Лучший научно-фантастический/фэнтези фильм             | «Тор»                                                                    | Победа              | [ 128 ]             |
| 2012                | Empire Awards                               | Искусство 3D в формате RealD                           | «Тор»                                                                    | Номинация           | [ 128 ]             |
| 2012                | Сатурн                                      | Лучший фильм-фэнтези                                   | «Тор»                                                                    | Номинация           | [ 129 ]             |
| 2012                | Сатурн                                      | Лучшему киноактёр второго плана                        | Том Хиддлстон                                                            | Номинация           | [ 129 ]             |
| 2012                | Сатурн                                      | Лучшие костюмы                                         | «Тор»                                                                    | Победа              | [ 129 ]             |
| 2012                | Сатурн                                      | Лучшая работа художника-постановщика                   | Бо Уэлч                                                                  | Номинация           | [ 129 ]             |

## Связь с другими произведениями
- Действие начинается одновременно с событиями концовки фильма «Железный человек 2», когда агент Фил Колсон сообщает Тони Старку, что его переводят в Нью-Мексико. Именно в тот момент там был найден упавший Мьёльнир, с чего и начинаются события «Тора», а сцена приезда Колсона на место воронки повторяет сцену после титров «Железного человека 2».
- В сцене проникновения Тора к молоту на объект Щ.И.Т. появляется другой известный супергерой и член Мстителей в одноимённом фильме — Соколиный глаз / Клинт Бартон[130]. Фил Колсон отдаёт ему команду целиться в Тора из лука.
- В сцене, когда Селвиг и Джейн Фостер на крыше обсуждают агентов Щ.И.Т, Селвиг говорит об учёном, занимавшимся гамма-излучением, к которому тоже однажды пришли агенты Щ.И.Т — и больше его никто не видел. Речь идёт о Брюсе Бэннере, известном как Халк, также будущем члене Мстителей[131].
- Позже Селвиг говорит, что позвонит своему другу, который имел опыт работы с Щ.И.Т. Первоначально, это должна была быть отсылка к Хэнку Пиму, одному из супергероев и члену Мстителей. Но позже от этой идеи отказались[131].
- В сцене появления Разрушителя один из агентов, увидев его, произносит: «Привет от Старка?», на что Фил Колсон отвечает: «Не знаю. Он ни о чём мне не рассказывает»[~ 3]. Это отсылка к Железному человеку Тони Старку, который тоже появится в фильме о Мстителях[131].
- Спасая Тора от агентов, Селвиг выдаёт его за доктора Дональда Блейка. В оригинальных комиксах это имя носил человек, служивший земным воплощением Тора, — хирург-инвалид, случайно нашедший Мьёльнир в Норвегии. Это же имя — на футболке, которую Джейн одолжила Тору в офисе. На вопрос Тора о том, кто он, Джейн ответила, что это её бывший молодой человек[131].
- В хранилище Одина находятся многие артефакты из комиксов: Сфера Агамотто — амулет супергероя Доктора Стрэнджа, используемый им для ясновидения и открывания порталов между измерениями, Перчатка Бесконечности — один из самых могущественных артефактов во Вселенной Marvel[132], Вечное пламя — мистическая чаша огненного великана Суртура, похищенная у него Одином и его братьями, Глаз колдуна — могущественное магическое оружие, которое Тор и Три воина отняли у врага по имени Харокин, Скрижали Жизни и времени — созданная древними атлантийцами табличка содержит запись биоформулы, которая может превратить пользователя во всемогущее бессмертное существо, Сумеречный меч — оружие, созданное Одином для уничтожения Небожителей — очень мощных космических существ[131].
- На рекламном щите в фильме видна надпись «Land of Enchantment — Journey into Mystery», вторая часть фразы — это название серии комиксов, в которой состоялся дебют Тора[131].
- В сцене после титров появляется ещё один персонаж Marvel Comics — Ник Фьюри. Сыгравший его актёр Сэмюэл Л. Джексон заключил с Marvel Studios уникальный контракт, согласно условиям которого он появится в девяти фильмах в этой роли, включая «Мстители» в 2012 году[133].
- Устройство, которое Ник Фьюри показывает Селвигу в сцене после титров, — Тессеракт, ещё один артефакт Вселенной Marvel, являющийся источником бесконечной энергии. Тессеракт появился в фильме 2011 года «Первый мститель», где использовался Красным Черепом и, по его словам, был украден из сокровищницы Одина[134].
- Джейн Фостер в разговоре с Тором говорит — «Достаточно развитая технология не отличается от магии». Это третий закон, сформулированный знаменитым фантастом Артуром Кларком[131].

## Мстители
Тор появился в качестве одного из главных персонажей в фильме «Мстители», вышедшем в апреле 2012 года. Картина также является частью кинематографической вселенной Marvel и объединила персонажей фильмов «Невероятный Халк», «Железный человек», «Тор» и «Первый мститель».